# Роберт I (король західних Франків)
Роберт I (фр. Robert I, 15 серпня 866 — 15 червня 923, загинув у бою) — король Західного Франкського королівства (з 922 року), молодший син графа Анжуйського Роберта IV Сильного, брат короля Одо Паризького,

## Біографія
Після отримання титулу герцога Франкського в 892 році від свого брата Одо, був поставлений ним на чолі багатьох графств, включаючи Паризьке графство та Нейстрійську марку. Роберт також був комендатором багатьох абатств. Після смерті його брата в 898 році він не висував претензій на французьку корону, але визнав право на неї за каролінзьким королем Карлом III Простакуватим, який, у свою чергу, згідно зі свідоцтвами Ріше Реймського (фр. Richer de Reims), надав Роберту титул герцога Франкського. Роберт продовжував захищати північ Франції від атак норманів.
Мир між Карлом III та Робертом тривав до 921 року. Духовенство та знать ставали дедалі незадоволенішими правлінням Карла III, який зробив своїм фаворитом графа Аганона (фр. Haganon) (можливо також існування політичного приводу).
За підтримки знаті Роберт напав на Карла, який втік у Лотарингію. Роберт був коронований королем Франції в Реймсі архієпископом Санським Готьє (фр. Gautier) у неділю, 30 червня 922 року. Карл зібрав армію і напав на Роберта. 15 червня 923 року, Роберт був убитий прапороносцем Карла Фюльбером (фр. Fulbert) під час Битви при Суассоні. Згідно з деякими джерелами (наприклад, за свідоцтвом Адальберта Магдебурзького, продовжувача хронік Регінона Прюмського (фр. Réginon de prüm), Роберт був вбитий безпосередньо Карлом.
Попри загибель Роберта, завдяки холоднокровності його сина Гуго, перемогу в битві святкував клан Робертинів і Карл не зміг відвоювати французьку корону. Після битви королівська знать обрала королем франків Рауля, герцога Бургунського, зятя Роберта I. Він був коронований 13 липня 923 року.

## Діти
Від першого шлюбу з Адель дю Мен (фр. Aélis/Adèle du Maine):
- дочка Адель (фр. Adèle) (бл. 892 — після 943), одружена прибл. до 907 року з Гербертом II, графом Вермандуа

Від другого шлюбу (приблизно від 894 року) з Беатріс де Вермандуа (фр. Béatrice de Vermandois) (бл. 880 — після 931), дочкою Герберта I, графа Вермандуа:
- дочка Емма Французька (бл. 894—934), одружена прибл. 918 року з Раулем I, герцогом Бургунським, пізніше — королем Франції
- син Гуго Французький (Великий) (897—956), герцог Франкський, в майбутньому — батько Гуго Капета
- дочка Рішільд (фр. Richilde)